# Arrondissement de Wouro Sidy
L'arrondissement de Wouro Sidy est l'un des arrondissements du Sénégal. Il est situé dans le département de Kanel et la région de Matam, dans l'est du pays.
Il a été créé par un décret du 10 juillet 2008.
Il compte deux communautés rurales :
- Communauté rurale de Wouro Sidy
- Communauté rurale de Ndendory

Son chef-lieu est Wouro Sidy.